# Athris Holding
Die Athris AG (bis August 2008 Jelmoli Beteiligungen AG, später Athris Holding AG) mit Sitz in St. Moritz ist eine Schweizer Beteiligungsgesellschaft.

## Geschichte

### Gründung
Das Unternehmen wurde im Dezember 2006 als Tochtergesellschaft der Jelmoli Holding in Zürich gegründet. In dieser wurden im Zuge der Neuausrichtung des Jelmoli-Konzerns die nicht zum Kerngeschäft zählenden Beteiligungen eingebracht. Diese umfassen in der Schweiz die Seiler Hotels Zermatt AG, die nicht zum Kerngeschäft von Jelmoli zählenden Detailhandelsgeschäfte Molino (Restaurants), Beach Mountain (Sportartikel und -bekleidung) und Fundgrube (Bekleidung und Non-Food), sowie Immobilienbeteiligungen in Russland und Algerien.

### Börsennotierung
Im Januar 2009 wurde die Ausgliederung der Athris Holding als eigenständige Investmentgesellschaft beschlossen. Das Unternehmen wurde Ende März 2009 an der Schweizer Börse SIX Swiss Exchange kotiert. Mehrheitsaktionär mit einem Anteil von etwas mehr als zwei Drittel ist Georg von Opel, gleichnamiger Sohn von Georg von Opel, der zuvor über einen knappen 30-prozentigen Kapitalanteil bzw. eine rund 53-prozentige Stimmenmehrheit bei der Jelmoli Holding verfügte.
Am 16. September 2009 legte die von Georg von Opel kontrollierte Investmentgesellschaft Pelham Investments AG dem Verwaltungsrat die Kaufabsicht aller Publikumsaktien offen. Das Unternehmen kontrollierte zu diesem Zeitpunkt bereits rund 91 % der Stimmrechte und 84 % des Aktienkapitals der Athris Holding. Nach Publikation des Angebotsprospekts am 14. Oktober, dem Ablauf der Angebotsfrist, sowie der Nachfristen bis zum 15. Dezember, gab Pelham die Dekotierung der Wertpapiere von der SIX per 19. Januar 2010 bekannt. Aufgrund einer Auflage der SIX musste der ausserbörsliche Handel der ausstehenden Inhaberaktien (6,8 %) weitere drei Monate aufrechterhalten werden, während für die ausstehenden Namenakien (2,2 %) keine Auflagen gemacht wurden.
Nach Übernahme der Athris durch Pelham wurden bestehende Beteiligungen weiter abgebaut. 
Mitte 2011 wurde die Sportartikelkette Beach Mountain an Dosenbach-Ochsner verkauft, welche die Kette unter Beibehaltung des Namens als eigenständige Marke weiterführt.
Im Februar 2012 wurde bekannt, dass die Cousins Christian und Roberto Seiler die Athris-Beteiligung von mittlerweile 91,2 % an der Betriebsgesellschaft der Seiler Hotels zurückkaufen würden. Selbige hatten 83,5 % des Familienunternehmens im Jahr 2007 an die Jelmoli Holding verkauft, bei deren Aufspaltung die Anteile an Athris gelangten. Zudem wurde dabei offengelegt, dass im Zuge der anhaltenden Athris-Devestition, bereits Mitte 2011 das Immobilien-Eigentum der Seiler Hotels von Athris an die Credit Suisse veräussert wurde.
Mitte 2012 wurde der Sitz der Gesellschaft von Zug nach La Punt im Kanton Graubünden verlegt, mittlerweile Bürgerort von Georg von Opel.
Ende Mai 2014 wurde bekannt, dass die Molino AG mit damals 18 Restaurants von der Genossenschaft Migros Zürich zu einem unbekannten Preis übernommen wurde. im November erfolgte die Umbenennung in Ospena Group AG.
Am 15. Juni 2018 erfolgte die Kotierung der Athris Namenaktien à CHF 1.00 Nennwert an der Berner Börse (BX Swiss AG). Im Zuge dieses Börsengangs werden keine neuen Aktien durch Athris ausgegeben. Ebenfalls im Juni 2018 wurde der Sitz der Gesellschaft von La Punt nach Zug verlegt.

## Investitionsansatz
Per Ende Juni 2018 ist die Athris fast ausschliesslich in liquide Anlagen investiert, im Zentrum stehen dabei börsenkotierte Aktien und Investmentfonds. Die Gesellschaft ist eine Investmentgesellschaft im Sinne des Kotierungsreglements für Investmentgesellschaften der BX Swiss AG. Durch gezielte Portfolioselektion, aktives Management und ein adäquates Mass an Leverage wird eine Outperformance gegenüber dem Gesamtmarkt angestrebt.

## Unternehmenszahlen
Der Net Asset Value (NAV) der Gesellschaft beträgt per 30. Juni 2018 CHF 1'022'730'981. Der NAV pro Namenaktie mit einem Nennwert von CHF 1.00 beträgt CHF 468.20 und der NAV pro Namenaktie mit einem Nennwert von CHF 5.00 beträgt CHF 2'341.01. 

## Beteiligungen
Nichtkotierte Mehrheitsbeteiligungen der Athris Holding, gemäss Jahresbericht 2009:
- Molino AG, Zürich (100 %); Mitte 2014 veräussert
- Hypercenter Investment SA, Luxembourg (49 %)
- Beach Mountain AG, Zug (100 %); Mitte 2011 veräussert
- Seiler Hotels Zermatt AG, Zermatt (87 %); bis Mitte 2012 veräussert